# Avinyó
Avinyó è un comune spagnolo di 2 019 abitanti situato nella comunità autonoma della Catalogna.